# مرهم زهرة البكورية
مرهم زهرة البكورية  أو الاذريون هو مرهم مصنوع من مادة مأخودة من زهرة  البكورية الطبية ( Calendula officinalis)
المنتجات الجلدية التي تحتوي مستخلص زهرة البكورية  تستخدم لعلاج الجروح والحروق والالتهابات الجلدية البسيطة .
حاليا يتم دراسة أحد مراهم البكورية في فرنسا للوقاية من الالتهابات الجلدية لدى المرضى الذين يتلقون العلاج بالأشعة لسرطان الثدي .
المرهم الذي يُدرس غير متوفر حاليا في الولايات المتحدة .